# ریسمان

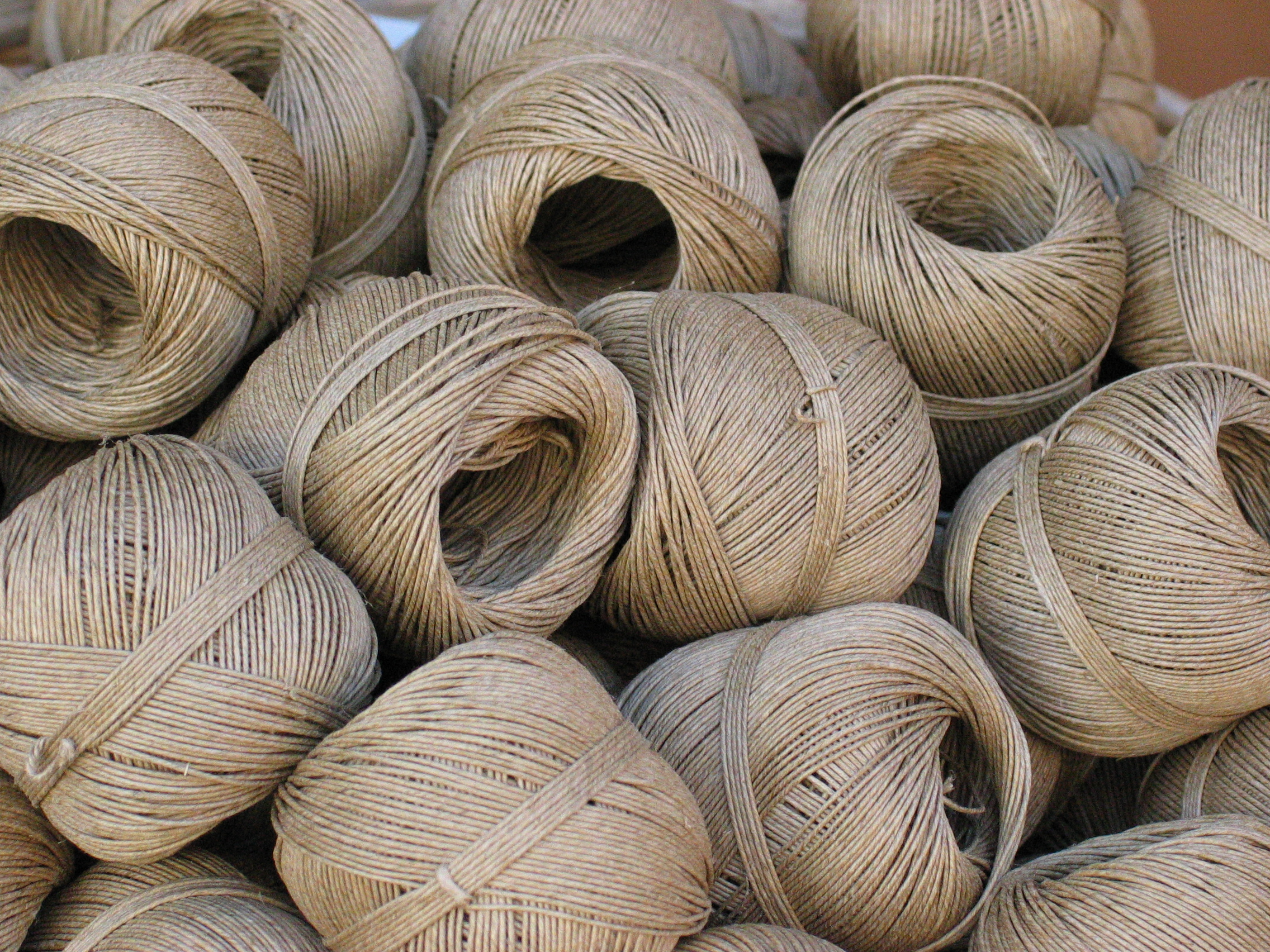
قرقره‌های ریسمان

ریسمان یک رشته نازیک یا تار ضخیم است که از دو یا چند نخ کوچک‌تر که به یکدیگر پیچ‌خورده‌اند، ساخته شده است.
از الیاف طبیعی‌ای مانند پشم، پنبه، سیسال، چتایی و کنف برای ساخت ریسمان استفاده می‌شود.